# Emilio Betti
Emilio Betti (Camerino, 20 agosto 1890 – Camorciano di Camerino, 11 agosto 1968) è stato un giurista e storico italiano, nonché uno dei più eminenti teorici dell'ermeneutica contemporanea.

## Biografia
Fratello maggiore del poeta e drammaturgo Ugo e grande amico di Giovanni Perlingieri, (più giovane di due anni), si laurea a 21 anni in Giurisprudenza presso l'Università degli Studi di Parma, e a 23 anni in Lettere classiche presso l'Università di Bologna (con una tesi sulla Crisi della repubblica e la genesi del principato in Roma).
Insegna per un anno Lettere al Liceo classico di Camerino e nel 1915 vince il concorso per la libera docenza presso l'Università di Parma. Trascorre lunghi periodi di studio all'estero, grazie a diverse borse di studio, nelle più prestigiose università europee (Marburgo, Friburgo e altre).
Nel 1917 vince il conoscorso a professore ordinario ed è nominato all'Università degli Studi di Camerino. In seguito è chiamato alle Università degli Studi di Macerata (1918-1922), Pavia (1920), Messina (1922-1925, dove ha tra i suoi allievi Giorgio La Pira e Tullio Segrè), Parma (1925-1926), Firenze (1925-1927), Milano (1928-1947), Roma (1947-1960).
Come Gastprofessor e visiting professor svolge corsi nelle Università di Francoforte sul Meno, Bonn, Gießen, Colonia, Marburgo, Amburgo, Il Cairo, Alessandria d'Egitto, Porto Alegre, Caracas. Betti è uno dei più importanti giuristi italiani di tutti i tempi e ha dato il suo contributo al codice civile italiano del 1942 tuttora vigente. Collocato fuori ruolo per raggiungimento dei limiti di età nel 1960, nominato emerito dal 1965, è chiamato a insegnare ius romanum alla Pontificia Università Lateranense.
Nel corso della sua attività accademica si è occupato di tutti i rami del diritto, in particolare di diritto romano, civile, commerciale e processuale. Nel 1955 ha fondato presso le Università di Roma e di Camerino l'Istituto di Teoria dell'interpretazione. È stato socio corrispondente dell'Accademia dei Lincei e dottore honoris causa delle Università di Marburgo, Porto Alegre e Caracas.
Per il suo sostegno intellettuale al fascismo fin dal 1919, alla Liberazione è messo agli arresti nel 1944 a Camerino e imprigionato per circa un mese per decisione del CLN. Nell'agosto del 1945 è sospeso dall'insegnamento e sottoposto a giudizio di epurazione. Il procedimento si conclude con il proscioglimento da ogni imputazione.

## Produzione scientifica
Le sue scelte politiche comunque non hanno compromesso il pregio e l'importanza delle sue opere.
Le sue opere principali sono: Teoria generale del negozio giuridico, Teoria generale delle obbligazioni, Teoria generale dell'interpretazione.
Fin dal 1939 fa parte delle commissioni ministeriali che hanno redatto il codice civile del 1942. L'influenza di Betti è stata determinante nella soluzione, adottata dal guardasigilli Dino Grandi, dell'abbandono del progetto italo-francese delle obbligazioni e dei contratti del 1927, che negli intenti originari del piano per la nuova codificazione avrebbe dovuto costituire l'attuale quarto libro del codice civile. Minore l'influenza di Betti nella formulazione delle norme del libro delle obbligazioni, anche a causa delle divergenze di vedute con altri membri della commissione. In compenso è ascrivibile a Betti parte della relazione al quarto libro del codice.
Tra i suoi allievi, Giuliano Crifò, Natalino Irti e Salvatore Tondo.

### Opere
Le sue opere sono oltre 300, tra le quali:
- Sulla opposizione dell'exceptio sull'actio e sulla concorrenza tra loro (1913).
- La vindicatio romana primitiva e il suo svolgimento storico nel diritto privato e nel processo (1915).
- L'antitesi storica tra iudicare (pronuntiatio) e damnare (condemnatio) nello svolgimento del processo romano (1915).
- Studii sulla litis aestimatio del processo civile romano: I Pavia (1915), III (Camerino, 1919).
- Sul valore dogmatico della categoria contahere in giuristi proculiani e sabiniani (1916).
- La restaurazione sullana e il suo esito (Contributo allo studio della crisi della costituzione repubblicana in Roma) (1916).
- La struttura dell'obbligazione romana e il problema della sua genesi (1919).
- Il Concetto della obbligazione costruito dal punto di vista dell'azione (1920).
- Trattato dei limiti soggettivi della cosa giudicata in diritto romano (1922).
- La tradizione nel diritto romano classico e giustinianeo (1924 - 25).
- Esercitazioni romanistiche su casi pratici: I, anormalità del negozio giuridico (1930).
- Diritto romano: parte generale (1935).
- Diritto processuale civile italiano  (II ed. 1936)
- Teoria generale del negozio giuridico (1943).
- Interpretazione della legge e degli atti giuridici: teoria generale e dogmatica (1949).
- Zur Grundlegung einer allgemeinen Auslegungslehre (1954).
- Teoria generale delle obbligazioni (1953-1955).
- Teoria generale dell'interpretazione (1955).
- Teoria delle obbligazioni in diritto romano (1956).
- Die Hermeneutik als allgemeine Methodik der Geisteswissenschaften (1962) - trad. it. L'ermeneutica come metodica generale delle scienze dello spirito, Città Nuova, Roma, 1987
- Attualità di una teoria generale dell'interpretazione (1967)
- La crisi della repubblica e la genesi del principato in Roma (tesi di laurea del 1913, pubblicata postuma nel 1982, a cura di G. Crifò).